# 具泰会
具 泰会（ク・テフェ、朝鮮語: 구태회/具泰會、1923年6月24日 - 2016年5月7日）は、大韓民国の政治家、実業家。第4・6・7・8・9・10代大韓民国国会議員。本貫は綾城具氏。

## 経歴
1923年6月24日、日本統治時代の朝鮮で慶尚南道の晋州に生まれた。ソウル大学校文理科大学政治科卒業。1958年5月2日に行われた第4代総選挙に晋陽地区から自由党より立候補して当選し、国会議員となった。
また1963年11月26日に行われた第6代総選挙では、晋州・晋陽地区から民主共和党より立候補して再選され、以後5代に渡って国会議員を務めた。1970年代半ばに国会副議長を務めたほか、民主共和党政策委員会議長・院内副総務、維新政友会政策委員会副議長・政策研究室長、第2無任所長官、行政改革委員会非常任委員なども務めた。
政界以外は実業家としても活動し、金星社副社長、楽喜化学工業社専務理事、韓国ケーブル工業副社長、大韓仏教振興院理事長を歴任した。2016年5月7日、持病により93歳で亡くなった。

## 略歴
- 1958年〜1960年: 第4代国会議員（自由党）
- 1963年〜1972年: 第6・7・8代国会議員（民主共和党）
- 1973年〜1979年: 第9代国会議員（維新政友会）
- 1979年〜1980年: 第10代国会議員 (民主共和党)

## 親族
具家はLGグループ（分立したLSグループを含む）の創業者一族で、経営陣を務めた人物が多い。具泰会自身も創業第1世代の6兄弟の1人で、1982年に創業顧問としてLGグループに復帰した。
- 具仁会（兄）
- 具哲会（兄）
- 具貞会（兄）
- 具平会（朝鮮語版）（弟）
- 具斗会（朝鮮語版）（弟）
- 具滋洪（朝鮮語版）（長男）
- 具滋曄（朝鮮語版）（次男）
- 具滋明（朝鮮語版）（三男）
- 具滋哲（朝鮮語版）（四男）
- 具滋暻（朝鮮語版）（甥）
- 具滋烈（朝鮮語版）（甥）
- 具滋溶（朝鮮語版）（甥）
- 具滋均（朝鮮語版）（甥）
- 具滋殷（朝鮮語版）（甥）